# Cinquante-quatrième circonscription de la Seine
La Cinquante-quatrième circonscription de la Seine est l'une des neuf circonscriptions législatives que compte le département français de la Seine, situé en région Île-de-France.

## Description géographique
La Cinquante-quatrième circonscription de la Seine était composée de :
- commune de Châtenay-Malabry
- commune de Châtillon
- commune de Clamart
- commune de Fontenay-aux-Roses
- commune du Plessis-Robinson
- commune de Sceaux
- [2]

## Description historique et politique

### Historique des députations[3]
| Législature | Début de mandat | Fin de mandat  | Député                 | Parti politique | Observations                                                                             |
| ----------- | --------------- | -------------- | ---------------------- | --------------- | ---------------------------------------------------------------------------------------- |
| Ire         | 9 décembre 1958 | 9 octobre 1962 | Raymond Poutier        | UNR             | Mandat écourté à la suite d'une dissolution parlementaire décidée par Charles de Gaulle. |
| IIe         | 6 décembre 1962 | 2 avril 1967   | Pierre Comte-Offenbach | UNR-UDT         |                                                                                          |

## Historique des élections

### Élections de 1958[3]
| Candidat       | Candidat            | Parti                     | Premier tour | Premier tour | Second tour | Second tour |  |
| Candidat       | Candidat            | Parti                     | Voix         | %            | Voix        | %           |  |
| -------------- | ------------------- | ------------------------- | ------------ | ------------ | ----------- | ----------- |  |
|                | Guy Ducoloné        | PCF                       | 13 130       | 23,78        | 14 880      | 27,09       |  |
|                | Raymond Poutier élu | UNR                       | 11 233       | 20,35        | 28 908      | 52,62       |  |
|                | Georges Riond       | CNIP                      | 8 556        | 15,5         | Retrait     | Retrait     |  |
|                | Édouard Depreux     | UFD                       | 7 111        | 12,88        | 6 314       | 11,49       |  |
|                | Maurice Dolivet     | SFIO                      | 6 298        | 11,41        | 4 835       | 8,8         |  |
|                | Irène Manceaux      | MRP                       | 4 984        | 9,03         | Retrait     | Retrait     |  |
|                | Pierre Jumel        | CR                        | 1 874        | 3,39         |             |             |  |
|                | Ernest David        | RGR                       | 923          | 1,67         |             |             |  |
|                | Claude Blum         | Radsoc                    | 755          | 1,37         |             |             |  |
|                | Antoine de Peretti  | Divers droite (Gaulliste) | 341          | 0,62         |             |             |  |
|                |                     |                           |              |              |             |             |  |
| Inscrits       | Inscrits            | Inscrits                  | 68 552       | 100,00       | 68 559      | 100,00      |  |
| Abstentions    | Abstentions         | Abstentions               | 12 087       | 17,63        | 12 800      | 18,67       |  |
| Votants        | Votants             | Votants                   | 56 465       | 82,37        | 55 759      | 81,33       |  |
| Blancs et nuls | Blancs et nuls      | Blancs et nuls            | 1 260        | 2,23         | 822         | 1,47        |  |
| Exprimés       | Exprimés            | Exprimés                  | 55 205       | 97,77        | 54 937      | 98,53       |  |

Le suppléant de Raymond Poutier était Maurice Couette.

### Élections de 1962[3]
| Candidat       | Candidat                   | Parti          | Premier tour | Premier tour | Second tour | Second tour |  |
| Candidat       | Candidat                   | Parti          | Voix         | %            | Voix        | %           |  |
| -------------- | -------------------------- | -------------- | ------------ | ------------ | ----------- | ----------- |  |
|                | Pierre Comte-Offenbach élu | UNR-UDT        | 19 151       | 32,38        | 30 398      | 52,95       |  |
|                | Robert Levol               | PCF            | 16 743       | 28,31        | 27 013      | 47,05       |  |
|                | Erwin Guldner              | MRP            | 7 808        | 13,2         | Retrait     | Retrait     |  |
|                | Édouard Depreux            | PSU            | 7 754        | 13,11        | Retrait     | Retrait     |  |
|                | Maurice Dolivet            | SFIO           | 4 531        | 7,66         | Retrait     | Retrait     |  |
|                | Pierre de Léotard          | CR             | 3 159        | 5,34         | Retrait     | Retrait     |  |
|                |                            |                |              |              |             |             |  |
| Inscrits       | Inscrits                   | Inscrits       | 81 014       | 100,00       | 81 016      | 100,00      |  |
| Abstentions    | Abstentions                | Abstentions    | 20 599       | 25,43        | 19 230      | 23,74       |  |
| Votants        | Votants                    | Votants        | 60 415       | 74,57        | 61 786      | 76,26       |  |
| Blancs et nuls | Blancs et nuls             | Blancs et nuls | 1 269        | 2,1          | 4 375       | 7,08        |  |
| Exprimés       | Exprimés                   | Exprimés       | 59 146       | 97,9         | 57 411      | 92,92       |  |

Le suppléant de Pierre Comte-Offenbach était Pierre Tourneux.